# Hemorragia de la retina
La hemorragia retiniana es un trastorno del ojo en el que se produce una hemorragia en la retina, el tejido sensible a la luz, situado en la pared posterior del ojo. En la retina hay unas células fotorreceptoras llamadas bastones y conos, que transducen la energía de la luz en señales nerviosas que pueden ser procesadas por el cerebro para formar imágenes visuales. La hemorragia retiniana puede afectar a los adultos, y los recién nacidos y los bebés también pueden sufrir este trastorno.
Una hemorragia retiniana puede ser causada por varias enfermedades médicas como hipertensión, obstrucción de la vena central de la retina (un bloqueo de una vena retiniana), anemia, leucemia o diabetes.

## Signos y síntomas
En la fase inicial, una hemorragia retiniana puede no mostrar ningún síntoma.
Algunos síntomas pueden ser:
- Ver moscas volantes o flotadores en la visión
- Ver telarañas en la visión
- Ver niebla o sombras
- Visión distorsionada
- Destellos rápidos de luz en la visión periférica
- Tinte rojo en la visión
- Visión borrosa

Otros síntomas pueden ser dolores de cabeza, dolor en la sien.

## Causas
Las hemorragias retinales se producen comúnmente en escaladores de gran altitud, muy probablemente debido a los efectos de la hipoxia sistémica en el ojo. El riesgo se correlaciona con la altitud máxima alcanzada, la duración de la exposición a las condiciones de altitud y la velocidad de ascenso. Algunos creen que las hemorragias retinales están asociadas a los traumatismos craneoencefálicos abusivos. Según esta teoría, se cree que el mecanismo del traumatismo es la aceleración y desaceleración repetida con o sin impacto contundente (síndrome del bebé sacudido). Sin embargo, en los últimos años se han realizado importantes investigaciones sobre los fundamentos científicos de la teoría del síndrome del bebé sacudido, y muchos científicos y juristas han llegado a la conclusión de que la teoría no está respaldada por pruebas científicas.
Cada vez hay más pruebas científicas que sugieren que las hemorragias de retina no están causadas por un traumatismo abusivo, como se suponía anteriormente, sino que a menudo pueden tener causas accidentales o naturales.

## Diagnóstico
Una hemorragia retiniana se diagnostica generalmente utilizando un oftalmoscopio o una cámara de fondo de ojo para examinar el interior del ojo. Se puede realizar una angiografía con fluoresceína, en la que se suele inyectar un tinte fluorescente en el torrente sanguíneo del paciente de antemano para que el oftalmólogo que lo administra pueda tener una visión y un examen más detallados de los vasos sanguíneos de la retina. El tinte fluorescente puede tener efectos secundarios peligrosos: véase Fluoresceína
La exploración ocular puede realizarse para comprobar las condiciones del ojo o los ojos, por ejemplo, para comprobar cómo que ve el paciente de frente, a los lados y a diferentes distancias.
Los análisis de sangre pueden proporcionar información sobre el estado de salud general del paciente y también pueden revelar la condición médica que puede haber causado la hemorragia de la retina.

## Prevención
Se recomienda consultar con oftalmólogo u optometrista lo antes posible, especialmente en el caso de personas con problemas de visión, entre los que se incluyen moscas volantes, destellos, telarañas o manchas en la visión. Para evitar mayores complicaciones de las hemorragias retinianas en los bebés, se pueden tomar medidas preventivas como la atención prenatal regular y el seguimiento de los bebés con alto riesgo de padecer el trastorno. En el caso de las hemorragias retinianas asociadas a la hipertensión, la presión arterial puede controlarse mediante revisiones periódicas de la misma, ejercicio frecuente, control de la ingesta diaria de alimentos y un estilo de vida sin estrés.

## Tratamiento
Las hemorragias de la retina, especialmente las leves que no están asociadas a una enfermedad crónica, normalmente se reabsorben sin tratamiento.  La cirugía láser es una opción de tratamiento que utiliza un rayo láser para sellar los vasos sanguíneos dañados en la retina. También se ha demostrado que los fármacos contra el factor de crecimiento endotelial vascular (VEGF), como Avastin y Lucentis, reparan las hemorragias de la retina en pacientes diabéticos y en pacientes con hemorragias asociadas al crecimiento de nuevos vasos.
Los tratamientos alternativos pueden incluir el suministro de los nutrientes necesarios para fortalecer y curar los vasos sanguíneos dañados, a través del consumo de suplementos dietéticos como Vitaminas A, B, C y E. También, los ácidos grasos esenciales, incluyendo el omega-3 del aceite de pescado y el aceite de linaza.

## Lectura adicional
- Currie AD, Bentley CR, Bloom PA (March 2001). «Retinal haemorrhage and fatal stroke in an infant with fibromuscular dysplasia». Archives of Disease in Childhood 84 (3): 263-4. PMC 1718691. PMID 11207180. doi:10.1136/adc.84.3.263.
- Zuccoli G, Panigrahy A, Haldipur A, Willaman D, Squires J, Wolford J, Sylvester C, Mitchell E, Lope LA, Nischal KK, Berger RP (July 2013). «Susceptibility weighted imaging depicts retinal hemorrhages in abusive head trauma». Neuroradiology 55 (7): 889-93. PMC 3713254. PMID 23568702. doi:10.1007/s00234-013-1180-7.